# لوئیز راینر
لوئیز راینر (انگلیسی: Luise Rainer؛ زاده ۱۲ ژانویهٔ ۱۹۱۰ – درگذشته ۳۰ دسامبر ۲۰۱۴) هنرپیشه اتریشی-آمریکایی زاده آلمان بود.
لوئیز راینر، نخستین بازیگری بود که دو سال پی در پی برنده جایزه اسکار شد. وی در سال‌های ۱۹۳۶ و ۱۹۳۷ برنده جایزه اسکار بهترین بازیگر نقش اول زن شد. دستاورد کسب دو اسکار پی در پی را در تاریخ اسکار فقط چهار بازیگر دیگر (اسپنسر تریسی، کاترین هپبورن، جیسون روباردز و تام هنکس) تکرار کرده‌اند.

## زندگی‌نامه

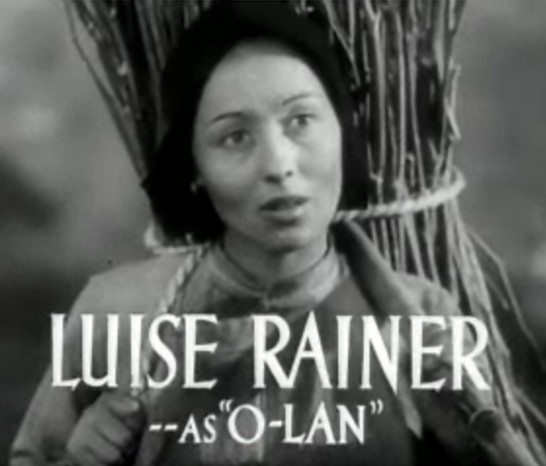
خاک خوب (۱۹۳۷)

لویئز راینر در یک خانواده یهودی در ۱۲ ژانویه ۱۹۱۰ در شهر دوسلدورف در آلمان زاده شده بود. بازی او در چند فیلم آلمانی نظر تهیه‌کنندگان کمپانی مترو گلدوین مایر را جلب کرد و برای نخستین بار در سال ۱۹۳۵ در هالیوود نقشی بازی کرد.
درست یک سال بعد برای بازی در فیلم زیگفلد کبیر نخستین جایزه اسکار بهترین بازیگر نقش اول زن خود را گرفت و سال بعد برای بازی در فیلم خاک خوب این موفقیت را تکرار کرد. وی نخستین بازیگری است که دو سال پی در پی برنده جایزه اسکار شده‌است.
این دو اسکار او را به یکی از ستارگان سینما عصر طلایی هالیوود تبدیل کرد. با این حال ستاره شهرت او چندان پرفروغ نماند و سال ۱۹۴۳ آخرین فیلم مطرح و پرفروش خود را بازی کرد.
پس از آن راینر در لندن اقامت گزید و از آن پس بیشتر در فیلم‌های کم هزینه و مجموعه‌های تلویزیونی نقش آفرینی کرد.
راینر آخرین بار در سال ۱۹۹۸ در فیلم قمارباز بازی کرد.
لوئیز راینر، در ۳۰ دسامبر ۲۰۱۴ در سن ۱۰۴ سالگی بر اثر بیماری سینه‌پهلو در لندن درگذشت.

## زندگی شخصی

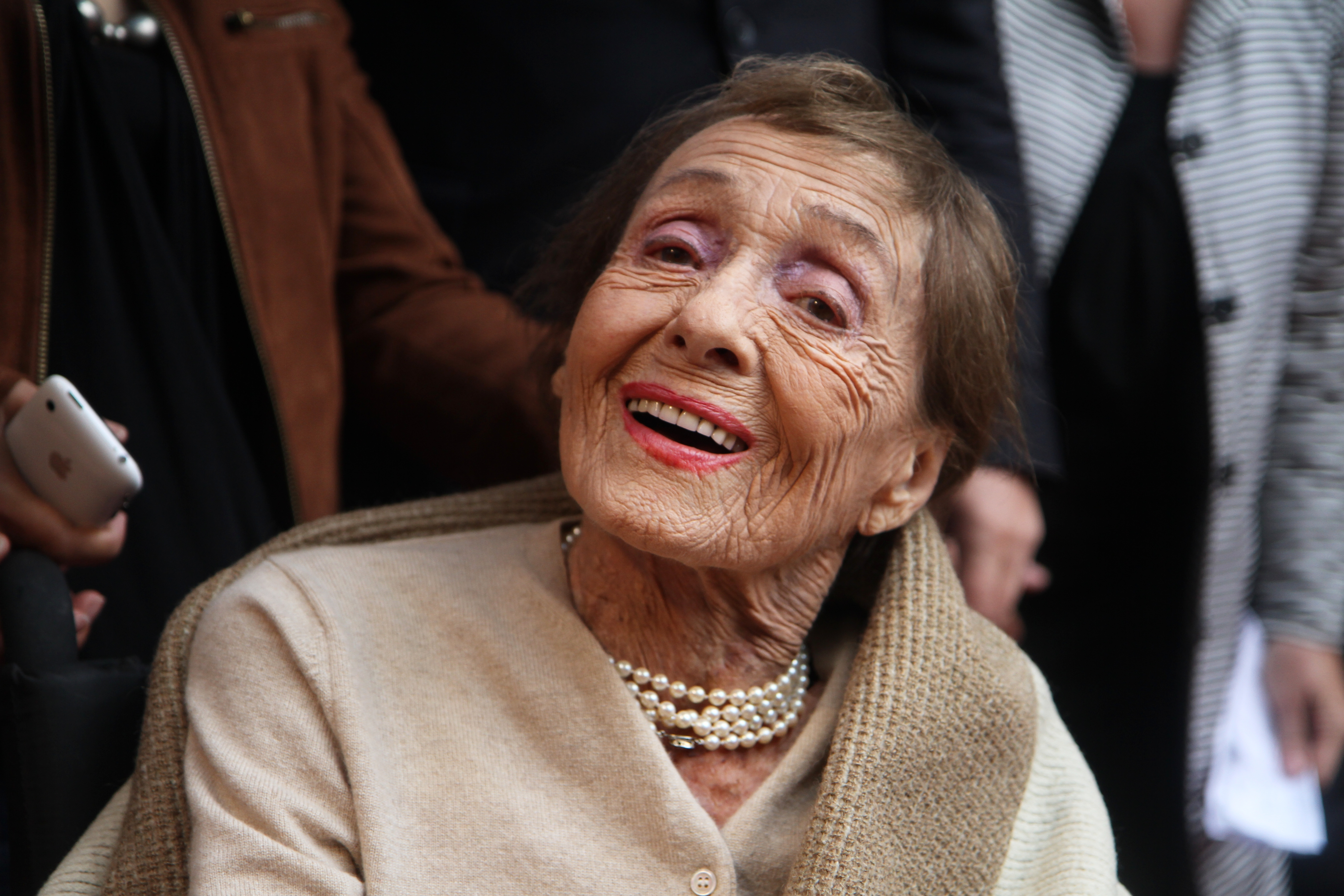
اواخر عمر

- کلیفورد اودتس (۴۰–۱۹۳۷ طلاق)
- رابرت نیتل (۸۹–۱۹۴۵ مرگش)

## جوایز
وی همچنین دارای ستاره‌ای در پیاده‌رو شهرت هالیوود است.
- جایزه اسکار بهترین بازیگر نقش اول زن بخاطر فیلم زیگفلد کبیر (۱۹۳۶)
- جایزه اسکار بهترین بازیگر نقش اول زن بخاطر فیلم خاک خوب (۱۹۳۷)
- جایزه حلقه منتقدان فیلم نیویورک برای بهترین بازیگر نقش اول زن

## فیلم‌شناسی
- زیگفلد کبیر (۱۹۳۶)
- خاک خوب (۱۹۳۷)
- والس بزرگ (۱۹۳۸)